# 松平康政
松平 康政（まつだいら やすまさ）は、江戸時代前期の和泉国岸和田藩の世嗣。官位は従五位下・左近大夫。

## 略歴
松井松平家・松平康重の長男として誕生した。母は徳永寿昌の娘。
元和4年（1618年）に叙任する。しかし、家督相続前の寛永7年（1630年）に早世した。長男の康朗があったが、嫡子の座は弟の康映が継ぐこととなった。康朗の家系は旗本として存続した。

## 系譜
- 父：松平康重（1568年 - 1640年）
- 母：徳永寿昌娘
- 正室：酒井忠勝四女
  - 長男：松平康朗
  - 女子：酒井忠勝養女 - 水野勝貞正室